# 1087

## Narození
- 13. září – Jan II. Komnenos, byzantský císař († 8. dubna 1143)

## Úmrtí
- 9. června – Ota I. Olomoucký, olomoucký údělník (* 1045)
- 9. září – Vilém I. Dobyvatel, anglický král (* kolem 1028)
- 16. září – Viktor III., papež (* 1027)
- 27. prosince – Berta Savojská, manželka Jindřicha IV., římskoněmecká královna a císařovna (* 21. září 1051)
- ? – Blahoslavený Arnulf ze Soissons, biskup v Soissons (* 1040)

## Hlava státu
- České království – Vratislav II.
- Svatá říše římská – Jindřich IV. – Heřman Lucemburský vzdorokrál – Konrád Francký vzdorokrál
- Papež – Viktor III.
- Anglické království – Vilém I. Dobyvatel – Vilém II. Ryšavý
- Francouzské království – Filip I.
- Polské knížectví – Vladislav I. Herman
- Uherské království – Ladislav I.
- Byzantská říše – Alexios I. Komnenos